# Bernabé de Gaviria
Bernabé de Gaviria (1577 - 1622) fue un escultor granadino.
Empezó trabajando como mercader de maderas, vino y tejidos, actividad que nunca abandonó, antes de entrar en el taller de Pablo de Rojas con quien se inicia en el campo de la escultura. A lo largo de su carrera ejerció distintas actividades aparte de la escultórica como la traza de retablos, y ya, en sus últimos años, en el campo de la arquitectura, veedor de las obras del Arzobispado de Granada. Su obra escultórica temprana se engloba en el manierismo que irá evolucionando hacia un incipiente barroco.

## Obras
- San Sebastián (1603), de la parroquia de Albolote.
- La Santa Parentela (1603), Capilla Real de Granada.
- Apostolado de la Catedral de Granada en los que destaca el dinamismo y expresividad de sus gestos y actitudes. Se le deben 10 de las 12 figuras que realizó entre 1611 -1616.
- Imagen de Nuestra Señora de las Nieves, patrona de Gabia (1615)
- Traza y esculturas del retablo mayor del Convento de San Francisco de Granada 1616 (desaparecido aunque se conservan algunas de las figuras en la catedral de Granada).
- Nuestra Señora del Rosario, patrona de Cúllar Vega